# Gerd Ilte

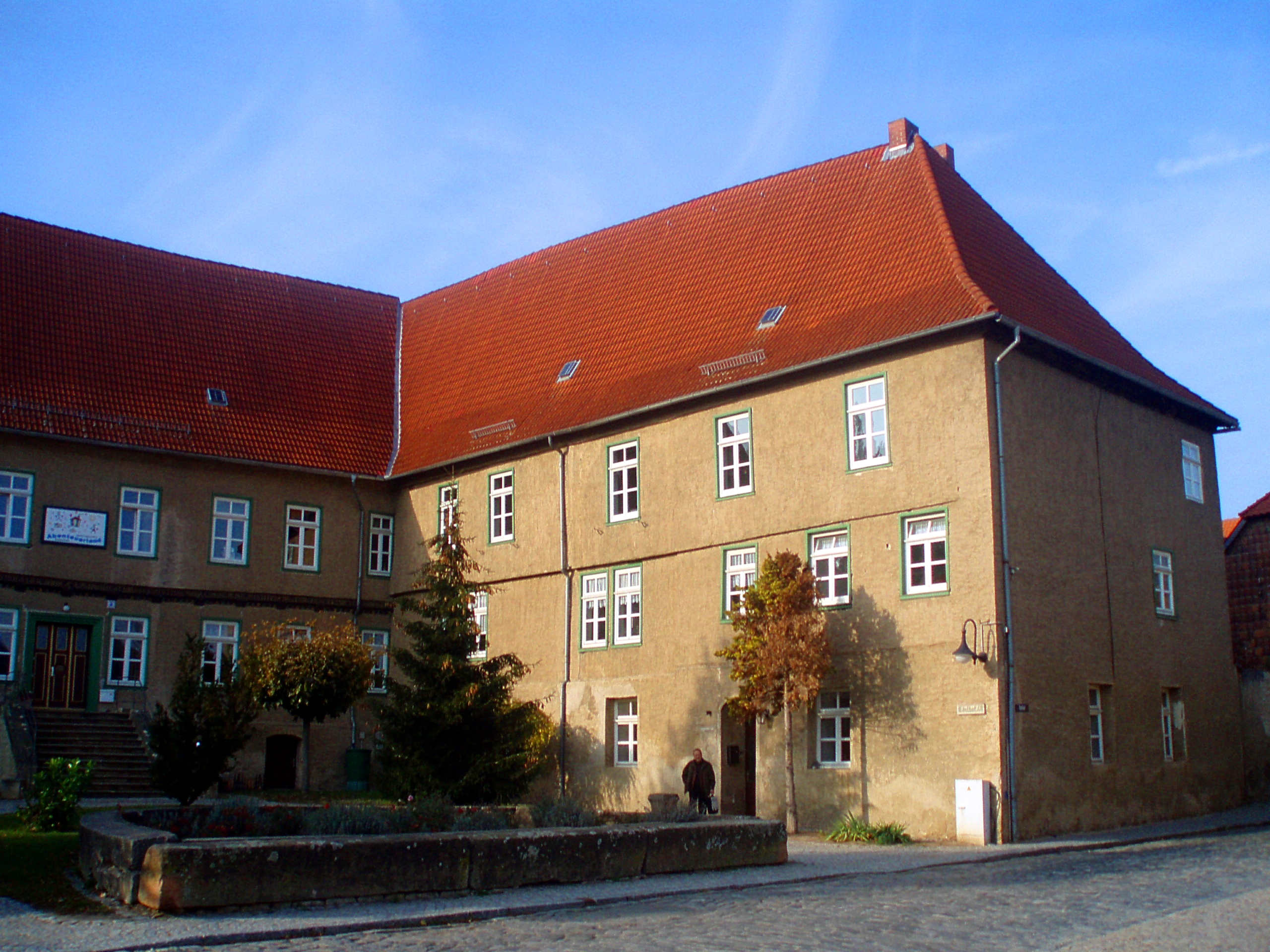
Gerd Ilte vor dem Edelhof Deersheim, 2011

Gerd Ilte (* 4. Mai 1933; † 10. Juli 2016) war ein deutscher Lehrer, Galerist und Kunstpreisträger der Stadt Wernigerode.

## Leben
Ilte stammte aus der Altmark. Nach dem Schulbesuch erwarb er den Abschluss als Fachlehrer für Geschichte. Seine erste Anstellung als Lehrer erhielt er in Sülldorf bei Magdeburg. Dort organisierte Ilte die ersten sozialistischen Dorffestspiele, zu der auch Ausstellungen gehörten. Dadurch wurde seine lebenslange Leidenschaft zur Organisation von Ausstellungen geweckt.
Nach seiner Pensionierung setzte er sich in Wernigerode am Harz zur Ruhe. Hier eröffnete er 1991 die Galerie „Efeuhaus“ unterhalb von Schloss Wernigerode, wo er zunächst künstlerische Arbeiten von Malern aus dem Landkreis Wernigerode zeigte. Später erweiterte er die Ausstellung von Künstlern aus dem gesamten Harz. Gerd Ilte organisierte in dieser Zeit zehn Auktionen von Harzkunst und die Ausstellungen der beiden Künstler Christian Hallbauer und Anna Maria von Brun in enger Zusammenarbeit mit dem Schlossmuseum Wernigerode. 1996 musste Gerd Ilte krankheitsbedingt die Galerie „Efeuhaus“ schließen. Er engagierte sich jedoch auch weiterhin für die Harzkunst und die besondere Förderung von regionalen Malern. Besonders verschrieb er sich der Erforschung der „Wernigeröder Künstlerkolonie“ nach 1945, worüber er in den Harz-Forschungen einen eigenen Band publizierte.
In der Galerie im 1. Stock in der Marktstraße in Wernigerode organisierte Gerd Ilte weitere Ausstellungen, so über Bert Heller, Bruno Jüttner und Otto Illies. Auch das Harzmuseum Wernigerode unterstützte Gerd Ilte tatkräftig bei der Organisation von Ausstellungen über Harzkünstler und bereicherte das dortige Archiv mit weiterführenden Angaben über diese Kunstschaffenden.
Gemeinsam mit  Christian Juranek gestaltete er mehrere Jahre die gut besuchte Veranstaltungsreihe „Kunst und Krempel“, zuletzt umbenannt in „Teuer oder Täuschung“ auf Schloss Wernigerode.
Gerd Ilte legte mehrere Monographien vor, darunter über Elisabeth von Gustedt.

## Veröffentlichungen (Auswahl)
- Wilhelm Pramme. Aus dem Leben eines glücklichen Menschen, Wernigerode, o. J. [ca. 1996]
- Elise Crola. Romantische Zeichnungen [Katalog zur Ausstellung „Elise Crola – Romantische Zeichnungen“ in der Galerie 1530 in Wernigerode vom 8. Mai 2008 bis zum 30. April 2009], Wernigerode 2008
- Kunst und Künstler in Wernigerode nach 1945 (= Harz-Forschungen), Berlin 2012, ISBN 978-3867321174
- Elisabeth von Gustedt. NSDAP-Frauenführerin Widerstandskämpferin Schriftstellerin ein Leben für die Rechte der Frau. Ein biografisches Lesebuch, Ziethen, Oschersleben (Bode) 2012 ISBN 978-3862890415

## Ehrungen
Die Stadt Wernigerode ehrte Gerd Ilte „für seine Tätigkeit als Galerist und vor allem sein Engagement für die Harzkunst“ 2006 mit der Verleihung des Kunstpreises. Ihm zu Ehren wurde am Tag der Preisverleihung außerdem das Schaudepot des Harzmuseums in Wernigerode eröffnet.